# Montagne Blanche
Montagne Blanche – miasto na Mauritiusie; w dystrykcie Moka. Według danych szacunkowych, w 2014 roku liczyło 9221 mieszkańców